# Lustivere
Lustivere – wieś w Estonii, w prowincji Jõgeva, w gminie Põltsamaa.